# Сан-Грегорио-Маньо-алла-Мальяна-Нуова (титулярная церковь)
Титулярная церковь Сан-Грегорио-Маньо-алла-Мальяна-Нуова (лат. Titulus Sancti Gregorii Magni in Magliana Nova) — титулярная церковь была создана Папой Иоанном Павлом II в 2001 году. Титул принадлежит приходской, с 14 декабря 1963 года, церкви Сан-Грегорио-Маньо-алла-Мальяна-Нуова, расположенной в квартале Рима Портуэнзе, на пьяцца Чертальдо.

## Список кардиналов-священников титулярной церкви Сан-Грегорио-Маньо-алла-Мальяна-Нуова
- Жералду Мажела Агнелу — (21 февраля 2001 — 26 августа 2023, до смерти);
- Жайме Спенглер, O.F.M. — (7 декабря 2024 — по настоящее время).